# Sofia av Solms-Laubach
Sofia av Solms-Laubach, tyska: Sophie von Solms-Laubach, född 15 maj 1594 i Laubach, död 16 maj 1651 i Plötzkau, var markgrevinna av Brandenburg-Ansbach genom sitt äktenskap 1612 med markgreve Joakim Ernst av Brandenburg-Ansbach. Från makens död 1625 till 1634 och åter från 1634 till 1639 regerade hon furstendömet Brandenburg-Ansbach som förmyndare för sina båda söner, Fredrik III respektive Albrekt II.

## Biografi
Sofia var dotter till greve Johan Georg I av Solms-Laubach (1547–1600) och hans maka Margareta av Schönburg-Glauchau (1554–1606). Hon gifte sig 1612 med markgreve Joakim Ernst av Brandenburg-Ansbach. Efter makens död 1625 regerade hon Brandenburg-Ansbach från 1625 till 1634 som förmyndare för sin son Fredrik III av Brandenburg-Ansbach. Då Fredrik III kort efter sin myndighet stupade i slaget vid Nördlingen på den svenska sidan, kom Sofia åter att träda in som förmyndare för den andre minderårige sonen Albrekt II. Hon understöddes fram till Albrekts myndighet 1639 i förmyndarregentskapet av sin bror, greve Fredrik av Solms-Rödelheim.

## Familj
I äktenskapet med markgreve Joakim Ernst av Brandenburg-Ansbach föddes följande barn:
- Sofia av Brandenburg-Ansbach, gift 1641 med arvfurst Erdmann August av Brandenburg-Bayreuth
- Fredrik III av Brandenburg-Ansbach (1616–1634), markgreve av Brandenburg-Ansbach
- Albrekt (född och död 1617)
- Albrekt II av Brandenburg-Ansbach (1620–1667), markgreve av Brandenburg-Ansbach, gift
  - 1) 1642 med Henriette Luise av Württemberg-Mömpelgard (1623–1650)
  - 2) 1651 med Sofia Margareta av Oettingen (1634–1664)
  - 3) 1665 med Christine av Baden-Durlach (1645–1705)
- Kristian (1623–1633)